# ヴェッキアーノ
ヴェッキアーノ（伊: Vecchiano）は、イタリア共和国トスカーナ州ピサ県にある、人口約12,000人の基礎自治体（コムーネ）。

## 地理

### 位置・広がり

#### 隣接コムーネ
隣接するコムーネは以下の通り。括弧内のLUはルッカ県所属を示す。
- ルッカ (LU)
- マッサローザ (LU)
- サン・ジュリアーノ・テルメ
- ヴィアレッジョ (LU)

### 気候分類・地震分類
ヴェッキアーノにおけるイタリアの気候分類 (it) および度日は、zona D, 1600 GGである。
また、イタリアの地震リスク階級 (it) では、zona 3 (sismicità bassa) に分類される。

## 行政

### 分離集落
ヴェッキアーノには、以下の分離集落（フラツィオーネ）がある。
- Avane, Filettole, Migliarino Pisano, Nodica